# Torsred

Torsred (uttalas vanligen Torsered) är en stadsdel i Trollhättan, på västra sidan av Göta älv.
Består huvudsakligen av villabebyggelse, varav merparten uppförd under 1950- och 1960-tal.